# Antoine Torbey
Antoine Torbey (* 15. September 1925 in Bsatine; † 9. August 2004) war maronitischer Bischof von Latakia.

## Leben
Antoine Torbey empfing am 24. März 1951 die Priesterweihe.
Der Papst ernannte ihn am 2. Mai 1986 zum Bischof von Latakia. Die Bischofsweihe spendete ihm der Maronitische Patriarch von Antiochien und des ganzen Orients, Nasrallah Pierre Kardinal Sfeir, am 12. Juli desselben Jahres; Mitkonsekratoren waren Georges Abi-Saber OLM, Weihbischof in Antiochien, Chucrallah Harb, Bischof von Jounieh, Joseph Mohsen Béchara, Erzbischof von Zypern, Khalil Abi-Nader, Erzbischof von Beirut, Ignace Ziadé, Alterzbischof von Beirut, Antoine Joubeir, Erzbischof von Tripoli del Libano, Elie Farah, emeritierter Erzbischof von Zypern, Joseph Merhi CML, Bischof von Kairo, Ibrahim Hélou, Erzbischof ad personam von Sidon, und Roland Aboujaoudé, Weihbischof in Antiochien.
Am 23. Juni 2001 nahm Johannes Paul II. seinen altersbedingten Rücktritt an.